# Wawira Njiru
Pour les articles homonymes, voir Njiru.
Wawira Njiru est une nutritionniste, philanthrope et entrepreneuse kényane. Elle est la fondatrice de Food for Education, une organisation à but non lucratif qui combat la malnutrition infantile en distribuant des repas équilibrés et à moindre coûts à des écoliers kényans. Pour son action, elle est nommée en 2021 « Personnalité de l'année » au Kenya par les Nations unies ainsi que Young Global Leader lors du Forum économique mondial. Elle reçoit également en 2022 l'Icon Award du World's 50 Best Restaurants.

## Biographie
Wawira Njiru naît au début des années 1990 et fait ses études à l'Université d'Australie-Méridionale, dont elle sort diplômée en nutrition.
C'est à l'âge de 21 ans, après avoir suivi un cours sur les effets de la malnutrition infantile, que lui vient l'idée de combattre ce fléau dans son pays le Kenya, où la malnutrition touche 29 % des enfants en zone rurale et 20 % des enfants en zone urbaine.
En 2012, alors qu'elle est encore en Australie, elle fonde Food for Education, une organisation à but non lucratif dont l'objectif est de livrer des repas nutritifs, équilibrés et à moindre coût à des écoliers kényans. Livrant d'abord à seulement une vingtaine d'écoliers, Food for Education atteint les 90 000 couverts par jour en 2022, couvrant notamment les écoles de Nairobi, Kisumu et Mombasa, et employant 200 personnes. L'organisation collabore avec environ 20 000 petits paysans kényans pour fournir de la nourriture locale aux enfants. Le payement se fait à travers l'application « Tap2Eat » reliée à des bracelets connectés portés par les enfants, permettant aux parents de payer 15 shillings kényans par repas.

## Distinctions
Sa lutte contre la malnutrition infantile vaut à Wawira Njiru de recevoir plusieurs prix et récompenses.
En 2018, elle reçoit le Global Citizen Prize for Youth Leadership remis par l'entreprise Cisco et doté de 250 000 $,. En 2021, les Nations unies la nomment « Personnalité de l'année » au Kenya et le Forum économique mondial la nomme parmi ses Young Global Leaders. Enfin, en 2022, elle reçoit l'Icon Award du World's 50 Best Restaurants.